# 黃體乾
黃體乾（1540年—？），字行健，號易菴，直隸常州府宜興縣人，民籍，明朝政治人物。

## 生平
嘉靖四十年（1561年）辛酉科應天府鄉試第一百二十九名，萬曆二年（1574年）甲戌科會試第一百七十六名，登三甲第一百九十三名進士。累官瑞州府知府，卒于官。

## 家族
曾祖黃濟；祖父黃簪，曾任貢士；父黃棟。前母尹氏；母王氏。具庆下。弟體道、體立、體坤、體信。